# Carl Fontana
Carl Charles Fontana (18 de julio de 1928 - 9 de octubre de 2003) fue un trombonista de jazz estadounidense. Trabajó como instrumentista en las big bands de Woody Herman, Lionel Hampton y Stan Kenton.

## Biografía
Su trayectoria profesional en el mundo del jazz comenzó en 1951, cuando fue contratado para sustituir temporalmente a Urbie Green, uno de los trombonistas de la banda de Woody Herman. Cuando Green regresó, Herman le ofreció a Fontana quedarse como miembro permanente de la banda.
En 1954, tras pasar tres años tocando con Woody Herman, Fontana se unió a la banda de Lionel Hampton. A comienzos de 1955, tocó brevemente con Hal McIntyre y el pianista y ejecutivo de Playboy, Sam Distefano en el club de este último en Miami, The Stut 'n' Tut. Posteriormente se unió a la banda de Stan Kenton con quien grabó tres álbumes, compartiendo formación con el también trombonista Kai Winding durante este periodo.
Después de 1958, rara vez volvió a salir de gira, a excepción de un tour por África patrocinado por el Departamento de Estado en 1966, junto a la orquesta de Woody Herman. Fontana se estableció en Las Vegas, donde trabajó con diferentes bandas durante los años 60. Particularmente trabajó en la orquesta de acompañamiento de Paul Anka (junto a Frank Rosolino). También lo hizo con las bandas de acompañamiento de Sammy Davis Jr., Tony Bennett, Wayne Newton y con la orquesta de Benny Goodman.
En los 70, grabó con Louie Bellson, Bill Watrous y Supersax. En 1975 lanzó su primer álbum como colíder, The Hanna-Fontana Band: Live at Concord, compartiendo liderazgo con el batería Jake Hanna. El conjunto realizó una gira por Japón. En 1978 fue presentado en la grabación de trombón para jazz, Bobby Knight's Great American Trombone Company, con Charles Loper, Lew McCreary, Frank Rosolino, Phil Teele y Bobby Knight.
Durante los 80, fueron frecuentes sus apariciones en el programa Monday Night Jazz, de la National Public Radio. En 1985 publicó su primer álbum en solitario The Great Fontana.
En 2001 se unió a The West Coast All Stars y participó en una actuación en Stuttgart, Alemania. A él se unieron Conte Candoli, Teddy Edwards, Pete Jolly, Chuck Berghofer y Joe LaBarbera. Fue presentado con la canción "If I Only Had a Brain", de la película El Mago de Oz.
Fontana falleció el 9 de octubre de 2003, en Las Vegas, a los 75 años de edad. Padecía Alzheimer.

## Discografía
- The Great Fontana (Uptown, 1985)
- Live at Capozzoli's (Woofy, 1998)
- Nice 'n' Easy (Cambria/TNC Jazz, 1999)
- First Time Together (Budapest Music Center, 2002)
- Keepin' Up With the Boneses (TNC Jazz, 2002)
- Conte Candoli Quintet Tet (Woofy, 2003)[2]

Con Woody Herman
- Early Autumn (1952)
- Concerto for Herd (1967)
- Scene & Herd in 1952
- Cool One (1998)
- Woody Herman's Finest Hour (2001)
- Presenting Woody Herman & The Band (2001)

Con Louis Bellson
- Thunderbird (Impulse!, 1965)

Con Stan Kenton
- Contemporary Concepts (Capitol, 1955)
- Kenton in Hi-Fi (Capitol, 1956)
- Cuban Fire! (Capitol, 1956)
- Plays Holman Live! (1996)
- Jazz Profile (1997)
- Birdland Broadcasts (1998)
- Intermission Riff 1952–1956
- Concepts Era Live!
- At the Ernst-Merck-Halle, Hamburg (2003)

Con Kai Winding
- Jay and Kai (Columbia, 1956)
- The Trombone Sound (Columbia, 1956)
- Trombone Panorama (Columbia, 1957)
- More Brass (Verve, 1966)
- Dirty Dog (Verve, 1966)

Con Frank Rosolino
- Frank Rosolino: Trombone Heaven, Vancouver 1978 (Uptown Records, 2007)